# Ефект залежності від щільності
Ефект залежності від щільності (гіпотеза Ніколсона): популяції є стабільними системами, здатними завдяки компенсаторним механізмам протистояти лімітуючій дії факторів зовнішнього середовища; при цьому контролюючі стабільність фактори управляються щільністю популяції.
Ця гіпотеза розроблялася австралійським ентомологом А. Ніколсоном (Nicholson). Впливи, що визначаються щільністю або знищують більшу частину особин (збільшують смертність) або зменшують народжуваність у розрахунку на кожну особину при рості популяції, або знищують меншу частку особин або збільшують народжуваність в умовах убування щільності популяції. Багатьом популяціям притаманні спеціальні буферні механізми (наприклад, стадії спокою), які знижують втрати популяцій в періоди несприятливих впливів факторів середовища. Такий підхід називається регуляціонізмом.
Прикладом можуть служити роботи Ф.Сміта (Smith, 359), які експериментально підтвердили пряму залежність швидкості росту популяції рачка Daphnia magna від її щільності, а також аналогічні експерименти А. Ніколсона (Nicholson) над лабораторною популяцією падальної мухи (Lucilia cuprina). В останньому випадку було доведено, що основна причина виникнення циклічних коливань чисельності при лімітуванні їжею личинок — це періодичне зростання смертності, а при лімітуванні їжею дорослих особин — періодичне зниження народжуваності. Залежною від щільності популяції смертності належить важлива роль у регуляції чисельності високорозвинених організмів.
Так, Д. Лек (Lack,) на прикладі великої синиці (Parus major) показав, що зі зростанням щільності її популяції зростає смертність молодих птахів в перший рік їх життя (особливо в період після вильоту з гнізда і до пізньої осені) і що майже не знижується середнє число яєць у кладці цього птаха.